# 帕納爾根峰

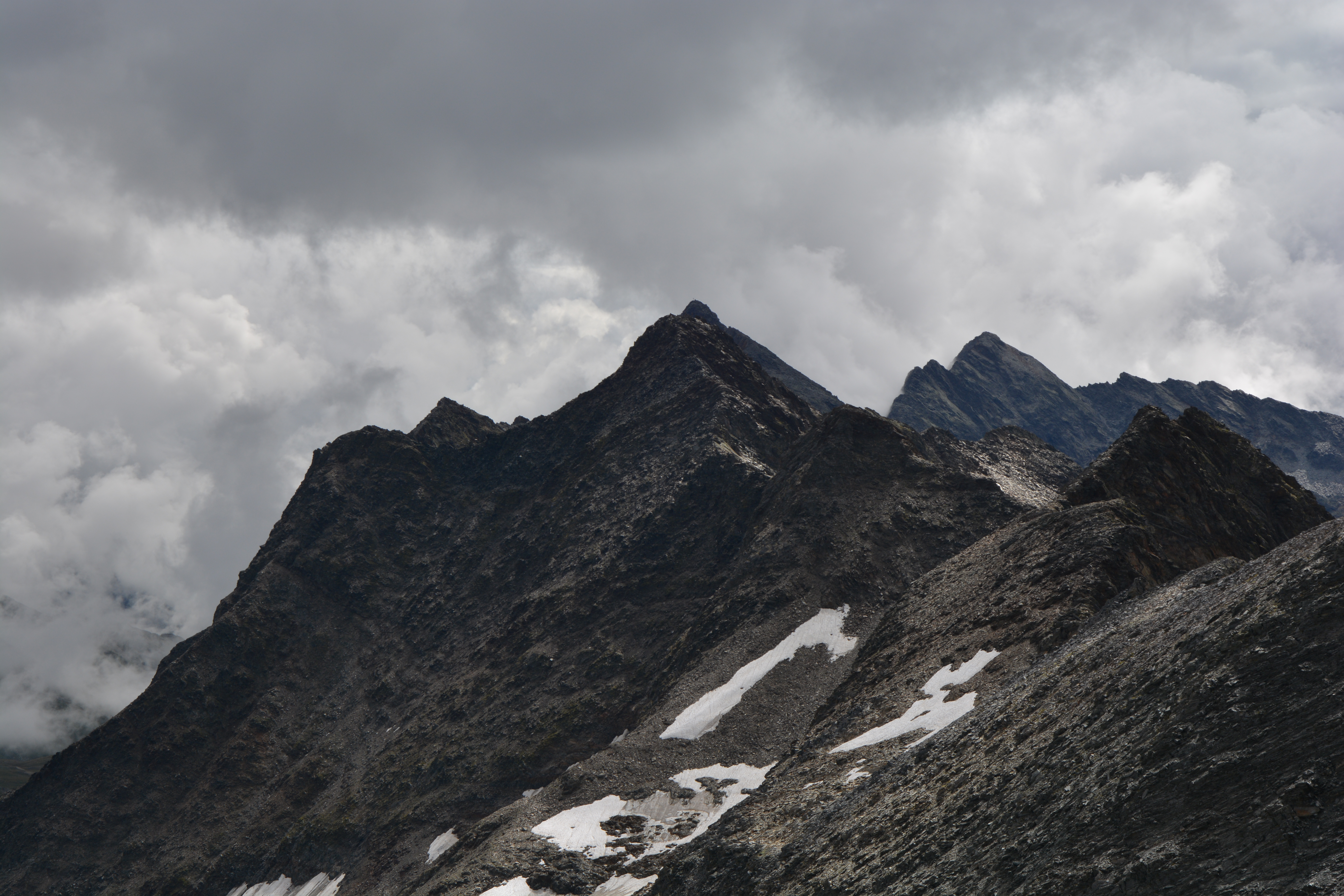

46°58′35″N 12°13′17″E / 46.976409°N 12.221427°E
帕納爾根峰（德語：Panargenspitze），是奧地利的山峰，位於該國西部，由蒂羅爾州負責管轄，屬於維內迪傑山脈的一部分，處於德弗雷根谷地聖雅各布，海拔高度3,117米。